# 호그질라
호그질라(hogzilla)는 돼지(hog)와 고질라(Godzilla)의 합성어로 초대형 돼지를 일컫는 말이다.

## 유래
2004년 미국 애틀랜타에서 남쪽으로 180마일 떨어진 마을 알라파하의 사설 사냥터에서 붙잡힌 초대형 돼지에서 유래되었다. 당시 사냥가이드인 크리스 그리핀은 길이 4미터 무게 450kg에 육박하는 초대형 돼지를 잡았으며 냉장고에 보관할 수도 없을 정도로 큰 이 돼지를 결국 땅에 파묻었다고 주장하고 당시 사진을 공개했다. 이후 유명 해외 언론들을 통해 전 세계로 전송된 사진은 엄청난 크기의 돼지가 숲속에서 살고 있으리라는 ‘전설’을 낳았고 아직까지도 인터넷에서는 화제가 되고 있다. 사진 합성 논란이 일자 내셔널 지오그래픽 협회는 2005년 돼지의 무덤을 찾아 분석을 행했고, 호그질라가 실제로 존재했었다고 확인하게 된다. 다만 800파운드(362kg) 정도로 그 크기가 소문보다는 작다는 것이 내셔널 지오그래픽사의 추정. 또 DNA 검사에서 이 호그질라의 조상 중에는 멧돼지가 포함되어 있다는 사실도 확인했다.

## 경과
2007년 5월 28일, 미국의 11세 소년이 무게 476kg, 길이 3.1m의 초대형 야생 돼지를 잡아 또다시 화제가 되었다. 재미슨 스톤이라는 이름의 이 소년은 최근 미국 알라바마 애니스톤의 산 속에서 세 시간 동안 추격전을 벌인 끝에 초대형 야생 돼지를 잡았다. 아버지 마이크 스톤은 재미슨이 50구경 캘리버 권총 여덟 발로 돼지를 잡았으며 자세한 경위와 증거 사진은 웹사이트에 올릴 것이라고 말했다. 이들 부자는 이 돼지를 300kg에 이르는 소시지로 처리했다. 영화사 리튬 프로덕션은 호그질라를 소재로 '호그질라의 전설'이라는 영화를 제작하기로 해 더욱 화제가 되었다

## 같이 보기
- 빅풋
- 에리만토스의 멧돼지
- 칼리돈의 멧돼지